# Висока (Дзялдовський повіт)
Висока (пол. Wysoka, нім. Hohendorf) — село в Польщі, у гміні Дзялдово Дзялдовського повіту Вармінсько-Мазурського воєводства.
Населення — 363 особи (2011).
У 1975-1998 роках село належало до Цехановського воєводства.

## Демографія
Демографічна структура станом на 31 березня 2011 року:
|          | Загалом | Допрацездатний вік | Працездатний вік | Постпрацездатний вік |
| -------- | ------- | ------------------ | ---------------- | -------------------- |
| Чоловіки | 191     | 41                 | 134              | 16                   |
| Жінки    | 172     | 30                 | 115              | 27                   |
| Разом    | 363     | 71                 | 249              | 43                   |